# Badenstein
Badenstein, ook wel Badensteyn, is een voormalige plantage aan het Warappakanaal in de kolonie Suriname. In Sranantongo stond de plantage meer bekend als Voogtu of Vaku, naar de familie van eigenaren. Plantage Badenstein was een van de grotere katoenplantages van Suriname.

## Plantage
Badenstein, in het (huidige) district Commewijne, was gelegen in het opvaren van de Warappakreek aan de rechterzijde, stroomafwaarts grenzend aan plantage Moed en Kommer, stroomopwaarts aan plantage Anna's Zorg, beiden net als Badenstein bebouwd met koffie- en katoengewassen. 
Het areaal van de plantage was gemiddeld ongeveer 1.100 Surinaamse akkers groot, omgerekend 472 hectare. Er werd afwisselend koffie en katoen verbouwd, ook wel beiden tegelijk.
De betekenis van de naam Badenstein is onbekend. Het is een plaatsje in Duitsland, maar geen van de eigenaren kwam daar vandaan.

## Eigendomssituaties
(naar jaar)
- 1758: Johan Diederich Krantz uit Berlijn
- 1758-1765: weduwe Krantz, zijnde Geertruy Clara Vieira uit Leiden
- 1765–1780: Jacob Vogt uit Frankfurt am Main, ouderling van de Lutherse kerk, begraven op Badenstein
- 1780-1793: weduwe Jacob Vogt, zijnde Andresa des Loges. Zij bezat ook plantage Bethlehem
- 1795: dochter Johanna Charlotta Vogt. Zij huwde de multipele plantage-administrateur Georg Nicolaas Linck.
- 1827: Friedrich Gustav Vogt, woonachtig in Blankenheim (D)
- 1857: Hugh Wright, woonachtig in Paramaribo. Dit na openbare verkoop, inclusief de aan Badenstein behorende Grond Klein Lunenburg met slavenmacht.

## Emancipatie
Bij de afschaffing van de slavernij in Suriname in 1863 werden op plantage Badenstein 356 slaven vrijgemaakt, waarbij 81 nieuwe familienamen werden geboekstaafd, te weten:
Akker, Anches, Andreo, Arimatea, Arrow, Banket, Bol, Bonnet, Byron, Cassier, Charmant, Cleijn, Dam, Droom, Dundas, Egalité, Fijn, Georgean, Glans, Godlieb, De Goede, Gras, Gunst, Van Halen, Hart, Helm, Hengel, Herion, Hill, Hoek, Hooghart, Hope, Jobel, Jonkers, Katoen, Kist, Klink, Koenders, Kok, Kool, Kort, Laat, Lust, Mango, March, Mark, Milanollo, Nagele, Night, Palmappel, Parijs, Perica, Perseverance, Pil, Pisang, Poor, Pott, Rakket, Raven, Rolder, Ruster, Santen, Sarius, Schot, Smuller, Spa, Stag, Stella, Tam, Tevreden, Trommel, Unique, Vertrouwen, Violet, Vliet, Wespel, Wied, Wilmoor, Wood, Ijzer en Zoutpan.
Hugh Wright ontving een 'schadeloosstelling' voor het verlies van zijn slaven van 105.000 gulden.  Badenstein heeft nimmer contractarbeiders geworven en werd vermoedelijk spoedig na de emancipatie opgeheven. 

## 20e eeuw en daarna
Begin 20e eeuw waren alle plantages aan de Warapperkreek verlaten. Dat wil niet zeggen dat de kreek onbewoond was; waarschijnlijk waren er kampongs met vissers en kleinlandbouwers.
In de 21e eeuw is de Warapperkreek volledig verlaten en allang niet meer onderhouden. Badenstein is thans een moeras, geheel bedekt met een laag modder. Er zijn er nog wel enige  restanten van de familie-begraafplaats Vogt zichtbaar. Zoals bij bijna alle plantages zijn er geen graven bekend van de tot slaaf gemaakten; zij kregen geen steen op hun graf.